# Chaetonotus trichostichodes
Chaetonotus trichostichodes är en djurart som tillhör fylumet bukhårsdjur, och som beskrevs av Brunson 1950. Chaetonotus trichostichodes ingår i släktet Chaetonotus och familjen Chaetonotidae. Inga underarter finns listade i Catalogue of Life.